# 1988-as magyar asztalitenisz-bajnokság
Az 1988-as magyar asztalitenisz-bajnokság a hetvenegyedik magyar bajnokság volt. A bajnokságot február 27. és 28. között rendezték meg Budapesten, a BSE városmajori sportcsarnokában.

## Eredmények
| Versenyszám  | Arany                                                            | Arany | Ezüst                                                                   | Ezüst | Bronz | Bronz |
| ------------ | ---------------------------------------------------------------- | ----- | ----------------------------------------------------------------------- | ----- | --- | ----- |
| Férfi egyéni | Harczi Zsolt Ceglédi VSE                                         |       | Turbók Attila BVSC                                                      |       | Leinwéber József Postás SEKlampár Tibor SV Langenlois                                                                         |       |
| Női egyéni   | Oláh Zsuzsa Statisztika Petőfi SC                                |       | Káhn Szilvia Statisztika Petőfi SC                                      |       | Wirth Gabriella Statisztika Petőfi SCUrbán Edit BSE                                                                           |       |
| Férfi páros  | Németh Károly, Varga Sándor Postás SE                            |       | Vitsek Iván, Krenhardt András BVSC                                      |       | Frank Béla, Nozicska József Kaposplast SC, BVSCKovács János, Benák András Kiskunfélegyházi Lenin TSZ SK, Borsodi Építők Volán |       |
| Női páros    | Bátorfi Csilla, Urbán Edit BSE                                   |       | Káhn Szilvia, Hegedüs Ágnes Statisztika Petőfi SC, Fővárosi Vízművek SK |       | Fazekas Györgyi, Nagy Krisztina Statisztika Petőfi SCKiss Anikó, Bolvári Katalin MÁV Dunántúli AC, Tolnai Vörös Lobogó        |       |
| Vegyes páros | Kriston Zsolt, Káhn Szilvia Bp. Spartacus, Statisztika Petőfi SC |       | Németh Károly, Wirth Gabriella Postás SE, Statisztika Petőfi SC         |       | Vitsek Iván, Urbán Edit BVSC, BSESzosznyák Attila, Balogh Ilona Ganz-MÁVAG VSE, Tolnai Vörös Lobogó                           |       |